# Храм Серафима Саровского (Тула)
Храм Серафима Саровского — православный храм в Туле.

## История
Храм был построен в 1905 году на средства купцов братьев Александра, Николая и Сергея Стефановичей Ермолаевых-Зверевых, а освящён 5 февраля 1906 года. На их же средства позже при храме был построен приют для стариков и детей. На храм каждый из них пожертвовал по 8 тысяч рублей, на приют для детей — по 22 тысячи, на убежище для неизлечимо больных — по 6 тысяч. Кроме того, братья ежегодно выделяли по 160 рублей на содержание церковного причта. В приюте работали переплетная мастерская и типография, в которых обучались мастерству не только 20 воспитанников приюта, но и приходящие подростки. Позже при приюте была открыта кузнечно-слесарная школа. Ещё одно усадебное место с постройками братья Ермолаевы-Зверевы пожертвовали для проживания бедных вдов с детьми. В официальных документах того времени этот комплекс именуется «Серафимовским благотворительным домом».

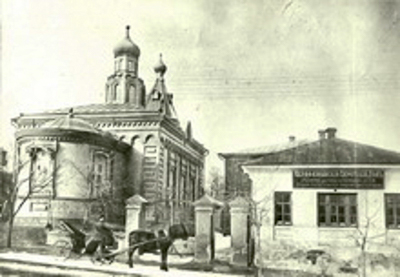
Фото начала XX века

Иконостас храма во имя Серафима Саровского был сосновым, в три яруса, с позолоченной резьбой, царские врата тоже позолочены. К Серафимовскому храму была приписана часовня во имя Феодосия Черниговского, освященная в сентябре 1899 года и находившаяся в Новых торговых рядах (в бывшем здании Новых торговых рядов на улице Советской сегодня размещается военная комендатура и военная прокуратура). Часовню построили на средства купцов, торговавших в Новых торговых рядах.
В начале 1920-х годов «Богадельня св. Серафима» (такое наименование дали благотворительному учреждению советские власти) была закрыта. Одновременно закрыли и церковь Серафима Саровского. В зданиях приютов и убежищ поселились семьи рабочих. Купол церкви и верхние ярусы колокольни были снесены. В 1976 году здание передали архивному отделу Тульского облисполкома. В 1991 году здание храма было поставлено на госохрану в качестве памятника истории и культуры регионального значения.
В августе 2002 года архивные документы были вывезены, храм Серафима Саровского возвратили Тульской епархии, и 4 октября 2002 года епископ Тульский и Белёвский Кирилл служил в нём первую литургию. В январе 2004 года в храме устроили придел во имя преподобного Серафима Вырицкого, в миру Василия Николаевича Муравьева (1866—1949). Также в храме хранится частица мощей Серафима Саровского, частица его рубища и частицы мощей дивеевских святых Марфы и Александры.
В храме находится поясная икона преподобного Серафима Саровского с частицей мощей и его ростовая икона с частицей рубища. В числе святынь — икона преподобных жен Дивеевских Александры, Марфы и Елены с частицами мощей, икона прославленных монахинь Дивеевского монастыря Параскевы, Пелагеи и Марии.
В 2006—2007 годы был установлен купольный барабан храма, увенчанный луковичной главой. На барабане помещены барельефы преподобного Серафима и святых жен Дивеевских. Как пояснил настоятель храма протоиерей Сергий Мосягин, барабан проектировался без использования старинных фотографий церкви, поскольку их к тому времени ещё не удалось обнаружить. В 2008 году была восстановлена колокольня. При храме открыт православный духовный центр, в котором проходят беседы со священником, устраивается просмотр фильмов, чаепития, работает библиотека.

## Святыни храма
- Икона с частицей мощей преподобного Серафима Саровского.
- Икона преподобного Серафима Вырицкого.
- Ростовая икона с частицей рубища прп. Серафима Саровского.
- Частицы мощей прпп. Марфы и Александры на иконе преподобных жен Дивеевских Марфы, Александры и Елены[1].

## Духовенство
- Настоятель храма - протоиерей Сергий Мосягин
- Протоиерей Алексий Соловьев
- Священник Андрей Меркулов[2]